# Зав'язка
Зав'я́зка — елемент композиції літературного або кінематографічного твору, який окреслює виникнення конфлікту, безпосереднє зіткнення протидіючих сил, що зумовлює магістральний розвиток усіх наступних подій у творі. Належить до обов'язкових елементів сюжету, без яких неможливий його логічний розвиток. Часто сполучається з таким необов'язковим елементом твору як експозиція, що завжди передує зав'язці. При її відсутності або стислості, зав'язка набуває особливої гостроти.
Призначення зав'язки обумовлює її особливості. Найчастіше вона міститься у початковій частині твору, але у разі непослідовного викладу подій може розташовуватись в середині або наприкінці тексту чи відеоряду (в таких творах події розпочинаються з кульмінації чи розв'язки). Зав'язка або показує суперечності, або сама створює («зав'язує») конфлікти. Як правило, вона містить цікаві, швидкоплинні події. В гостросюжетних фільмах, детективах і творах пригодницького жанру зав'язка може містити загадку, створюючи певну інтригу і тим самим змушуючи читача (глядача) долучитися до її розв'язання. В подіях зав'язки обов'язково бере участь головний герой твору або принаймні фігурує у ній як дотична фігура (свідок, спостерігач, оповідач тощо).
На характер зав'язки впливає творча манера автора, стильові особливості твору. Кожна композиційно оформлена частина художнього твору (глава, частина, дія і т. ін.) може мати свою зав'язку, яка підпорядкована основній.
Типи зав'язок:
- динамічна;
- стисла;
- сконцентрована;
- розтягнута.

Прикладом зав'язки в початковій частині твору може слугувати роман українського письменника Івана Нечуя-Левицького «Кайдашева сім'я». Зав'язка у даному творі — це одруження Карпа з Мотрею, після якого починаються сварки в описаній у романі сім'ї. Прикладом зав'язки, що міститься у кінцевій частині твору, може слугувати трилер англійського режисера Крістофера Нолана «Пам'ятай», в якому всі події розгортаються у зворотній послідовності. Зав'язка може бути дуже короткою, як-от у романі Уласа Самчука «Марія», або ж бути вельми розлогою, як в оповіданні «Оддавали Катрю» Григора Тютюнника.